# Glomma
Glomma ili Glåma je najduža i najobimnija rijeka u Norveškoj. Ukupna dužina joj je 621 km, a njeno porječje, cijelo u južnom dijelu zemlje, pokriva 13% površine Norveške.

## Tok rijeke
Jezero Aursunden se često navodi kao izvor Glomme, ali stvarno izvorište je blizu Aursundena blizu početka doline Glåmdal. Mještani tvrde da je izvor Glomme Mustjønna, sićušno jezero udaljeno oko 30 km sjeverno od Aursundena.
U svojoj najvećoj dužini rijeka teče od jezera Aursunden u općini Røros u okrugu Trøndelag i ulijeva se u Oslofjord kod grada Fredrikstada u općini Fredrikstad u okrugu Østfold. Glavne pritoke uključuju rijeku Vorma, koja istječe iz jezera Mjøsa, utječući u rijeku Glommu kod Årnesa u općini Nes. Velika rijeka Lågen otječe u jezero Mjøsa, skupljajući vodu iz velike doline Gudbrandsdalen i značajno povećavajući protok Glomme.
Budući da teče kroz neke od najbogatijih šumskih područja, povijesno je bila vodeća norveška rijeka za prijevoz balvana. Kombinacija sirovina, vodene snage i jednostavnog transporta poticala je tijekom stoljeća industriju duž Glomme. Neki od najvećih proizvodnih i prerađivačkih koncerna u zemlji nalaze se oko njezina ušća, gdje su zalihe drva i hidroenergije podržane izvrsnim lučkim objektima.
Gornja granica farmi u dolini Glomme je promjenjiva, ali obično iznosi oko 500 metara u Østerdalenu, nešto niže nego u Gudbrandsdalenu, što odražava hladniju klimu. Linija drveća, sa svijetlom šumom breze, uzdiže se do oko 900 metara u Østerdalenu. Sjeverno od Rørosa, šumovita područja su samo na dnu doline.
Gornje riječne doline norveških rijeka imaju karakteristična imena koja su ostaci ranijih kulturnih razlika kao što su stilovi gradnje, tradicionalna odjeća ili bunad i domaći obrti. Gornja dolina Glomme je Østerdalen (dosl. Istočna dolina).
Nakon ulaska u jezero Øyeren kod Fetsunda, Glomma formira najveću unutarnju deltu Europe koja doseže suprotnu stranu jezera, preko njegove kratke osi. Dio ogromne količine mulja koji Glomma taloži u jezeru Øyeren vadi se za proizvodnju LECA građevnih blokova koji se široko koriste u izgradnji temelja u Norveškoj.

## Ime
Oblik Glomma koristi se u okruzima Østfold i Akershus, dok se u okruzima Innlandet i Trøndelag rijeka zove (i piše) Glåma. Stariji oblik bio je Glaumr; drugi, na staronordijskom, bio je Raumelfr, što znači "glasan šum" ili "grmljavina" + "rijeka".
Nekoliko mjesta je nazvano po rijeci, na primjer Glåmdal i Glåmos.

## Vanjske poveznice
|  | Zajednički poslužitelj ima još gradiva o temi Glomma |